# Cascatinha (Nova Friburgo)
Cascatinha é um bairro nobre da cidade de Nova Friburgo, localizado na Zona Sul do município, no Rio de Janeiro. Bairro criado pelo Projeto de Lei 4.488/09, que oficializou os nomes dos bairros de Nova Friburgo do 1º e 6º distritos. O projeto foi sancionado pelo prefeito Heródoto Bento de Mello e tornou-se a Lei Municipal número 3.792/09.
Localizado próximo do Pico da Caledônia, Cascatinha é formado essencialmente por casas residenciais, dispondo de alguns estabelecimentos hoteleiros, restaurantes e um pequeno comércio local. É um dos bairros mais ricos de Nova Friburgo. Oferece também algumas opções de trilhas, entre os quais a Trilha do Barão, que liga o bairro à localidade de São Lourenço, no 3° Distrito, e um caminho em meio à mata atlântica que conduz ao bairro Debossan. Tanto o bairro quanto a trilha estão situados numa APA municipal, formando um corredor de biodiversidade juntamente com o Parque Estadual dos Três Picos.